# Giuliano l'Apostata
Giuliano l'Apostata er en italiensk stumfilm fra 1919 af Ugo Falena.

## Medvirkende
- Mila Bernard
- Rina Calabria som Isa
- Claudio Caparelli som Oribasio
- Vincenzo D'Amore
- Guido Graziosi som Giuliano